# Danny O'Rourke
Danny O'Rourke est un footballeur américain né le 31 mai 1983 à Columbus en Ohio. Il évolue au poste de défenseur avec les Timbers de Portland en MLS.

## Biographie
Le 27 mai 2014, O'Rourke s'engage avec les Timbers de Portland après 7 saisons passées au Crew, le club de sa ville natale.

## Palmarès

### Collectif
- MLS Cup : 2008 avec le Crew de Columbus
- MLS Supporters' Shield : 2005 puis 2008 et 2009 avec le Crew de Columbus
- Champion de NCAA : 2003 et 2004 avec les Hoosiers de l'Indiana

### Individuel
- Trophée Hermann : 2004